# Leila N. Morris
Lelia Naylor Morris (Pennsville, Ohio, 15 de abril de 1862  –  Auburn, 23 de julho de 1929) foi uma escritora de hinos metodista americana. Algumas fontes deram seu primeiro nome como Leila, e outras fontes o deram como Lelia.  Ela  é conhecida como Sra. Charles H. Morris, como (Sra. ) CH Morris, ou como (Sra. ) CHM, tendo adotado os nomes próprios de seu marido após o casamento, seguindo o costume da época.
Morris nasceu em Pennsville, Ohio. Ainda criança, ela se mudou com sua família para Malta, OH. Mais tarde, ela e sua irmã e sua mãe administraram uma loja de chapelaria em McConnelsville, OH. Em 1881, ela se casou com Charles H. Morris. O casal era ativo na Igreja Metodista Episcopal e participava de acampamentos em lugares como Old Camp Sychar, Mount Vernon, OH e Sebring Camp, Sebring, OH. Na década de 1890, ela começou a escrever hinos e canções gospel; foi dito que ela escreveu mais de 1.000 canções e melodias, e que o fez enquanto fazia seus afazeres domésticos. Em 1913, sua visão começou a falhar; seu filho, então, construiu para ela um quadro negro de 28 pés (8,5 m) de comprimento com linhas de pauta ampliadas, para que ela pudesse continuar a compor.
Por volta de 1928, ela e o marido se mudaram para morar com a filha em Auburn, NY, onde ela morreu. Ela está enterrada no cemitério McConnelsville, McConnelsville, OH.

## Músicas
- "Você está procurando a plenitude"[6]
- "Traga seus vasos, não poucos", 1912[7]
- “O mundo pode ver Jesus em você”
- "Para um renascimento mundial"
- "Porque Deus amou este mundo pecaminoso"
- "Totalmente entregue a Jesus, o Senhor"
- "Aleluia pelo sangue"
- "Santidade ao Senhor", 1900
- "Hino, lutar!"
- "Eu sei que a promessa de Deus é verdadeira", 1899
- "Que todo o povo te louve", 1906
- "Minha vontade obstinada finalmente se rendeu"
- "Mais perto, ainda mais perto", 1898
- "Poder Santificador", 1908
- "Doce Vontade de Deus", 1900
- " Mais doce com o passar dos anos ", 1912
- "A luta começou" por volta de 1905
- "O estranho da Galiléia"
- "É maravilhoso e maravilhoso"
- "Vitória o tempo todo", 1901
- "Deixe Jesus entrar no seu coração"